# Uehrde
Uehrde là một đô thị ở huyện Wolfenbüttel, trong bang Niedersachsen, nước Đức. Đô thị Uehrde có diện tích 24,33 km².